# Nazionale maschile di rugby a 7 del Canada
La nazionale di rugby a 7 del Canada è la selezione che rappresenta il Canada a livello internazionale nel rugby a 7.
Il Canada partecipa regolarmente a tutti i tornei delle World Rugby Sevens Series, alla Coppa del Mondo di rugby a 7, ai Giochi del Commonwealth e ai Giochi panamericani (due volte medaglia d'oro). Il migliore risultato ottenuto nella Coppa del Mondo consiste nella vittoria del Plate, ottenuta dopo avere sconfitto Samoa 19-12 nella finale dell'edizione 2013.

## Palmarès
- Giochi mondiali

Cali 2013: medaglia d'oro
- Giochi panamericani

Guadalajara 2011: medaglia d'oro
Toronto 2015: medaglia d'oro
Lima 2019: medaglia d'argento

## Partecipazioni ai principali tornei internazionali
- 2020: 8º posto

- 1993: semifinale Bowl
- 1997: quarti di finale Bowl
- 2001: quarti di finale
- 2005: finale Bowl
- 2009: quarti di finale Plate
- 2013: vincitore Plate
- 2018: 12º posto

- 1999-00: 6º posto
- 2000-01: 8º posto
- 2001-02: 12º posto
- 2002-03: 12º posto
- 2003-04: 9º posto
- 2004-05: 12º posto
- 2005-06: 12º posto
- 2006-07: 13º posto
- 2007-08: 16º posto
- 2008-09: 15º posto
- 2009-10: 11º posto
- 2010-11: 15º posto
- 2011-12: 13º posto
- 2012-13: 12º posto
- 2013-14: 6º posto
- 2014-15: 9º posto
- 2015-16: 13º posto
- 2016-17: 8º posto
- 2017-18: 9º posto
- 2018-19: 11º posto
- 2019-20: 8º posto

- 1998: quarti di finale
- 2002: semifinale Plate
- 2006: semifinale Plate
- 2010: finalista Bowl
- 2014: vincitore Bowl
- 2018: fase a gironi

- 2011:  1º posto
- 2015:  1º posto
- 2019:  2º posto